# Dato Czchartiszwili
Dato Czchartiszwili (gruz. დათო ჩხარტიშვილი; ur. 27 września 1996) – gruzinśki zapaśnik walczący w stylu klasycznym. Zajął 24. miejsce na mistrzostwach świata w 2018. Brązowy medalista mistrzostw Europy w 2018, a także igrzysk europejskich w 2019. 
Trzeci na ME U-23 w 2017 i 2018. Mistrz świata juniorów w 2016 i Europy juniorów w 2016 roku.